# Paul Thompson (Sinologe)
Paul Thompson (* 10. Februar 1931; † 12. Juni 2007) war ein britischer Sinologe und Innovator auf dem Gebiet chinesischer Computeranwendungen. Er wurde in China als Sohn einer nordirischen Missionarsfamilie der China Inland Mission geboren.
Thompson ist als Verfasser eines Buches The Shen Tzu Fragments (Oxford, 1979) bekannt, das inhaltlich und methodisch einen Meilenstein in der Textwissenschaft bildet. Shen Dao bzw. Shenzi („Meister Shen“) war eine führende Persönlichkeit einer Akademie im alten Staat Qi (im heutigen Shandong), einem wichtigen intellektuellen Zentrum in der Entwicklung der chinesischen Philosophie.
Das apokryphe  Buch mit dem Titel Shenzi (chinesisch 慎子, W.-G. Shen Tzu – „Meister Shen“) stammt aus dem frühen 3. Jahrhundert v. u. Z., ist aber nur in Form vereinzelter Zitate in anderen Texten überliefert. Thompson durchforschte und überprüfte hunderte von überlieferten Fragmenten, die Shenzi (Shen Dao) zugeschrieben werden, und stellte sie alle zusammen, um einen kritischen Text daraus zu entwickeln.